# Colette Borcard
Colette Borcard est une athlète suisse née en 1964. Spécialiste du trail et de l'ultra-trail, elle a remporté l'Ultra-Trail du Mont-Blanc en 2004.

## Résultats
| no  | féminin            | Course                               | Longueur | Départ          | Temps            |
| --- | ------------------ | ------------------------------------ | -------- | --------------- | ---------------- |
| 38e | Médaille d'or      | Neirivue-Moléson                     | 10,6 km  | 4 juillet 1999  | 1 h 17 min 37 s  |
| 60e | Médaille de bronze | Sierre-Zinal                         | 31 km    | 8 août 1999     | 3 h 19 min 12 s  |
| 41e | Médaille d'or      | Neirivue-Moléson                     | 10,6 km  | 7 juillet 2000  | 1 h 17 min 49 s  |
| 23e | Médaille d'or      | Course Montreux-Les-Rochers-de-Naye  | 18,8 km  | 30 juin 2002    | 2 h 00 min 10 s  |
| 14e | Médaille d'or      | Ultra-Trail du Mont-Blanc            | 155 km   | 27 août 2004    | 26 h 08 min 54 s |
| 37e | Médaille d'or      | Neirivue-Moléson                     | 10,6 km  | 3 juillet 2005  | 1 h 14 min 34 s  |
| 36e | Médaille d'or      | Neirivue-Moléson                     | 10,6 km  | 2 juillet 2006  | 1 h 16 min 04 s  |
| 56e | Médaille de bronze | Sierre-Zinal                         | 31 km    | 13 août 2006    | 3 h 21 min 23 s  |
| 46e | Médaille d'or      | Kilomètre vertical de Fully          | 1,9 km   | 4 novembre 2006 | 39 min 17 s      |
| 23e | Médaille de bronze | Trail Verbier St-Bernard - La Boucle | 110 km   | 2 juillet 2011  | 18 h 46 min 1 s  |